# My Friend

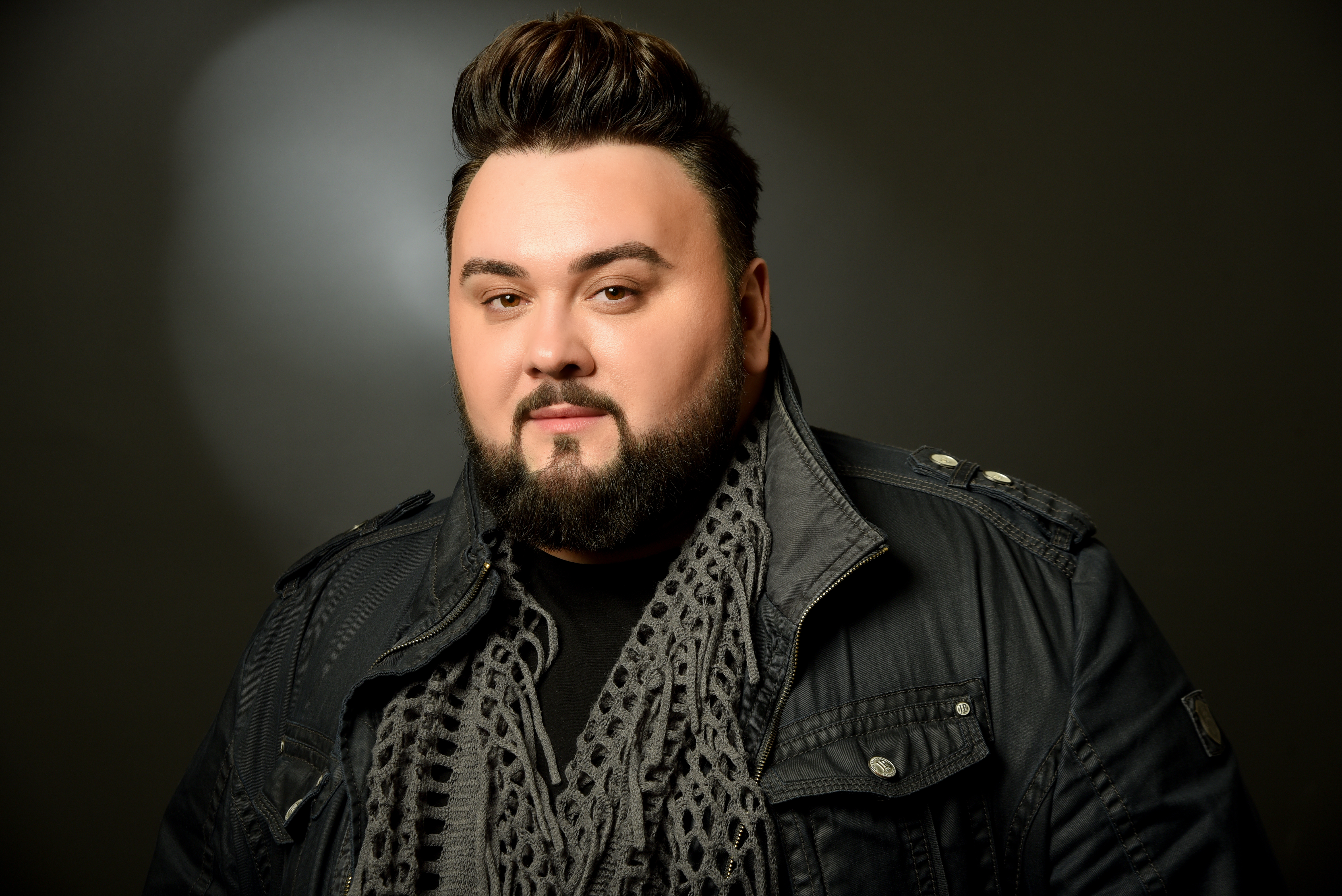
Jacques Houdek, intérprete de la canción.

«My Friend» —[maɪ fɹɛnd]; en español: «Mi amigo»— es una canción del cantante croata Jacques Houdek. Se lanzó como descarga digital el 2 de marzo de 2017 mediante Croatia Records. Fue elegida para representar a Croacia en el Festival de la Canción de Eurovisión de 2017 mediante la elección interna de la emisora croata Hrvatska radiotelevizija (HRT) el 2 de marzo de 2017.

## Festival de Eurovisión

### Festival de la Canción de Eurovisión 2017
Esta fue la representación croata en el Festival de Eurovisión 2017, interpretada por Jacques Houdek.
El 31 de enero de 2017 se organizó un sorteo de asignación en el que se colocaba a cada país en una de las dos semifinales, además de decidir en qué mitad del certamen actuarían. Como resultado, la canción fue interpretada en undécimo lugar durante la segunda semifinal, celebrada el 11 de mayo de 2017. Fue precedida por San Marino con Valentina Monetta y Jimmie Wilson interpretando «Spirit of the Night» y seguida por Noruega con JOWST y Aleksander Walmann interpretando «Grab the Moment». La canción fue anunciada entre los diez temas elegidos para pasar a la final, y por lo tanto se clasificó para competir en esta. Más tarde se reveló que el país había quedado en octavo puesto con 141 puntos.
El tema fue interpretado más tarde durante la final el 13 de mayo, precedido por Azerbaiyán con Dihaj interpretando «Skeletons» y seguido por Australia con Isaiah Firebrace interpretando «Don't Come Easy». Al final de las votaciones, la canción había recibido 128 puntos (25 del jurado y 103 del televoto), y quedó en 13.er lugar de 26.

## Formatos
| Descarga digital |             |          |  |
| N.º              | Título      | Duración |  |
| 1.               | «My Friend» | 3:00     |  |

| Descarga digital – Instrumental |             |          |  |
| N.º                             | Título      | Duración |  |
| 1.                              | «My Friend» | 3:02     |  |

## Historial de lanzamiento
| Región  | Fecha              | Formato          | Discográfica    | Ref.  |
| ------- | ------------------ | ---------------- | --------------- | ----- |
| Mundial | 2 de marzo de 2017 | Descarga digital | Croatia Records | [ 1 ] |